# Liam Stephen Cary

Bischofswappen von Liam Stephen Cary

Liam Stephen Cary (* 21. August 1947 in Portland) ist ein US-amerikanischer römisch-katholischer Geistlicher und emeritierter Bischof von Baker.

## Leben
Liam Stephen Cary empfing am 5. September 1992 die Priesterweihe für das Erzbistum Portland in Oregon.
Papst Benedikt XVI. ernannte ihn am 8. März 2012 zum Bischof von Baker. Der Erzbischof von Portland in Oregon, John George Vlazny, spendete ihm am 18. Mai desselben Jahres die Bischofsweihe; Mitkonsekratoren waren Robert Francis Vasa, Koadjutorbischof von Santa Rosa in California, und William Stephen Skylstad, Altbischof von Spokane.
Papst Leo XIV. nahm am 10. Juli 2025 seinen altersbedingten Rücktritt an.